# Гольма
Го́льма — село у складі Балтської міської громади у Подільському районі, Одеська область. Розташоване на берегах річки Кодими, за 20 км від центру громади — міста Балта і за 10 км від залізничної станції Жеребкове (на лінії Подільськ—Первомайськ-на-Бузі). Через село проходить автодорога Т 1603 Балта—Первомайськ. На сході межує з селом Познанка Друга Зеленогірської селищної громади, на півночі з селом Пасат та на заході з селом Перельоти. Біля села розташовано Гольмянське водосховище.

## Історія
Перші достовірні відомості про Гольму належать до 18 століття. У документах 1763 року вже повідомляється про існування на ханській території слободи Гольма, якою «буде років з 10» (тобто 1753), «поселення в ній до 300» (хат); створене воно «супротив Лядського містечка Гольма», тобто що існував ще раніше. Через село проходив чумацький шлях до Чорного моря. На території села виявлено поселення трипільської культури (IV—III тисячоліття до РХ). У 1967 році на глибині 8 метрів знайдені залишки скелета мамонта. Недалеко від села виявлено поховання, що датується 13 століттям і що належало імовірно одному з кочових тюркомовних племен (Чорним клобукам). Збереглися метричні книги Різдвяної церкви починаючи з 1797.
За часів Російської імперії два села Гольма I та Гольма II (Мала Гольма), оскільки розмежовані р. Кодимою, були в складі різних волостей — Коритнянська та Гвоздавська волость — і відповідно різних повітів та губерній.
7 (20) листопада 1917 року, відповідно до Третього Універсалу Української Центральної Ради, увійшло до складу Української Народної Республіки.
Під час організованого радянською владою Голодомору 1932—1933 років померло щонайменше 9 жителів села.
1940 року Гольмянська сільрада (Гольма II) Любашівського р-ну Одеської області передана до Балтського району МАРСР.
3 січня 1964 року с. Станіславка та с. Гольма Перша об'єднані в один населений пункт с. Гольма Перша.
22 січня 1976 р. об'єднано села Гольма Перша і Гольма Друга Гольм'янської сільради в одне село Гольма.
12 червня 2020 року, відповідно до Розпорядження Кабінету Міністрів України від № 724-р «Про визначення адміністративних центрів та затвердження територій територіальних громад Одеської області», увійшло до складу Балтської міської територіальної громади.
19 липня 2020 року, в результаті адміністративно-територіальної реформи і ліквідації Балтського району, село увійшло до складу новоутвореного Подільського району.

## Населення
Згідно з переписом 1989 року населення села становило 2100 осіб, з яких 871 чоловік та 1229 жінок.
За переписом населення 2001 року в селі мешкало 1627 осіб.

### Мова
Розподіл населення за рідною мовою за даними перепису 2001 року:
| Мова       | Відсоток |
| ---------- | -------- |
| українська | 95,41 %  |
| російська  | 2,14 %   |
| румунська  | 2,14 %   |
| білоруська | 0,06 %   |
| болгарська | 0,06 %   |

## Побут
В селі розташовано Будинок культури, амбулаторія, магазини, дитячий садок, школа.

## Відомі люди
- Бабій Георгій Арсенійович (1945) — християнський проповідник, пастор церкви.
- Буяновський Микола Дем'янович[ru] (1880—1935) — банкір та громадський діяч в Сибіру та в Харбіні (Китай).
- Коваленко Валентин Васильович (* 1952) — український правознавець. Генерал-лейтенант міліції. Доктор юридичних наук (2004), Професор (2007), Член-кореспондент Національної академії правових наук України; Ректор Київського національного університету внутрішніх справ (2010—2014); Член Конституційної Асамблеї (з 05.2012); Заслужений юрист України.
- Шуляченко Михайло Михайлович (1925—1998) — повний кавалер ордена Слави.